# Bill Gramática
Guillermo C. "Bill" Gramática (Buenos Aires, Argentina, 10 de julio de 1978) más conocido como Bill Gramática es un exjugador de fútbol americano argentino que jugaba en la posición de kicker o placekicker y jugóen la National Football League (NFL) en los Arizona Cardinals y Miami Dolphins y en la Arena Football League (AFL) para los Tampa Bay Storm. Es el tercer argentino en jugar en la NFL detrás de Bob Breitenstein y Martín Gramática del cual es hermano menor.

## Primeros años
Gramática nació en Buenos Aires, Argentina, de Laura y William Gramática. Bill es el hermano menor de su compañero de viaje Martin Gramática y hermano mayor de Santiago Gramática. Laura y William Gramática decidieron trasladar a su familia de Argentina a LaBelle, Florida, en 1983. Bill se graduó de LaBelle High School, al igual que sus dos hermanos.
Gramática se refirió respecto a su deseo de jugar al fútbol americano antes que el fútbol con la siguiente frase: "Cuando era niño en Argentina, lo primero que obtienes es una pelota de fútbol y una camiseta, y juegas todo el tiempo, lo amas tanto, es una pasión. Mi hermano Martin fue como un padre para nosotros; renunció a su infancia por nosotros. Decidí seguir el fútbol universitario en lugar del fútbol debido a él. Quería tener éxito y quería seguir los pasos de mi hermano y no decepcionarlo".

## Carrera Universitaria
Gramática fue el kicker titular de la Universidad Estatal de Florida en 1997 hasta que fue reemplazado por Sebastian Janikowski a mediados de la temporada, lo que finalmente lo llevó a su traslado a la Universidad del Sur de Florida. En la USF, fue galardonado con el premio All-American 1998. Al final de su carrera universitaria, Gramática había batido muchos récords de goles de campo en la USF, entre ellos, el gol de campo más largo realizado (63 yardas) en la USF.

### Estadísticas (está incompleto, es lo que está disponible en ProFootball Reference)
| Año                 | Equipo              | Juegos | Goles de Campo | Goles de Campo | Goles de Campo | Puntos Extras | Puntos Extras | Puntos Extras | Despejes | Despejes | Despejes |
| Año                 | Equipo              | Juegos | GCC            | GCI            | Pct            | PEC           | PEI           | Pct           | Despejes | Yds      | Med      |
| ------------------- | ------------------- | ------ | -------------- | -------------- | -------------- | ------------- | ------------- | ------------- | -------- | -------- | -------- |
| 2002                | South Florida Bulls | 11     | 16             | 24             | 66.7%          | 29            | 30            | 96.7%         | 6        | 202      | 33.7     |
| Total (1 temporada) | Total (1 temporada) | 11     | 16             | 24             | 66.7&          | 29            | 30            | 96.7%         | 6        | 202      | 33.7     |

## Carrera profesional

### National Football League (NFL)
Gramática fue seleccionado en la cuarta ronda del Draft de la NFL 2001 por los Arizona Cardinals. Su carrera en la NFL con los Cardenales fue prometedora hasta el 15 de diciembre de 2001 en un partido contra los New York Giants. Después de completar un gol de campo de 42 yardas al principio del juego, Gramática dio un salto de celebración y rompió su ACL al aterrizar. La lesión no solo terminó su temporada, sino que los Cardenales terminaron perdiendo el juego 17-13. Esta lesión le valió la fama internacional como uno de los festejos más desafortunados e incluso la NFL en su canal oficial la colocó como el peor error en una celebración de la historia. Gramática terminó su año de novato con 16 goles de campo en 20 intentos. Después de dos temporadas más con los Cardenales, firmó con los New York Giants en la temporada baja de 2004, pero fue liberado durante la pretemporada. Firmó con los Miami Dolphins más tarde ese año y jugó un juego para ellos cuando el pateador Olindo Mare se lesionó, pero fue excluido del equipo después de su primera falta en la carrera por un punto extra, que resultó en una pérdida de un punto. En la NFL, realizó 37 de sus 48 intentos de gol de campo y 60 de sus 61 intentos de puntos extra.

#### Estadísticas
| Año                  | Juegos               | Equipos              | Goles de Campo | Goles de Campo | Goles de Campo | Goles de Campo | Goles de Campo | Goles de Campo | Goles de Campo | Goles de Campo | Goles de Campo | Goles de Campo | Goles de Campo | Goles de Campo | Goles de Campo | Goles de Campo | Puntos Extras | Puntos Extras | Puntos Extras | Kickoffs | Kickoffs | Kickoffs | Kickoffs | Kickoffs |
| Año                  | Juegos               | Equipos              | 0-19           | 0-19           | 20-29          | 20-29          | 30-39          | 30-39          | 40-49          | 40-49          | +50            | +50            | Total          | Total          | Lg             | Pct            | Puntos Extras | Puntos Extras | Puntos Extras | Kickoffs | Kickoffs | Kickoffs | Kickoffs | Kickoffs |
| Año                  | Juegos               | Equipos              | GCC            | GCI            | GCC            | GCI            | GCC            | GCI            | GCC            | GCI            | GCC            | GCI            | GCC            | GCI            | Lg             | Pct            | PEC           | PEI           | Pct           | Ko       | KoYds    | TB       | TB%      | Med/Ko   |
| -------------------- | -------------------- | -------------------- | -------------- | -------------- | -------------- | -------------- | -------------- | -------------- | -------------- | -------------- | -------------- | -------------- | -------------- | -------------- | -------------- | -------------- | ------------- | ------------- | ------------- | -------- | -------- | -------- | -------- | -------- |
| 2001                 | 13                   | Arizona Cardinals    | 1              | 1              | 7              | 7              | 3              | 4              | 4              | 7              | 1              | 1              | 16             | 20             | 50             | 80%            | 25            | 25            | 100%          | 51       | 3059     | 8        | 15.7%    | 60       |
| 2002                 | 16                   | Arizona Cardinals    | 0              | 0              | 6              | 7              | 2              | 2              | 6              | 8              | 1              | 4              | 15             | 21             | 50             | 71.4%          | 29            | 29            | 100%          | 60       | 3580     | -        | -        | 59.7     |
| 2003                 | 4                    | Arizona Cardinals    | 0              | 0              | 1              | 1              | 2              | 2              | 0              | 0              | 0              | 1              | 3              | 4              | 38             | 75%            | 6             | 6             | 100%          | 14       | 877      | -        | -        | 62.6     |
| 2004                 | 1                    | Miami Dolphins       | 0              | 0              | 2              | 2              | 1              | 1              | 0              | 0              |                |                | 3              | 3              | 30             | 100%           | 0             | 1             | 0%            | 6        | 398      | 1        | 16.7%    | 66.3     |
| Total (4 temporadas) | Total (4 temporadas) | Total (4 temporadas) | 1              | 1              | 16             | 17             | 8              | 9              | 10             | 15             | 2              | 6              | 37             | 48             | 50             | 77.1%          | 60            | 61            | 98.4%         | 131      | 7914     | 9        | 6.9%     | 60.4     |

#### Arena Footbal League (AFL)
En 2006, Gramática regresó al fútbol como pateador de los Tampa Bay Storm de la Arena Football League. En contraste con su inicio en la NFL, la carrera de Gramática en el Arena Football fue deslucida en comparación; hizo 65 de 71 intentos de puntos extra y solo 8 de 18 en intentos de gol de campo.